# اندیکات (واشینگتن)
اندیکات (به انگلیسی: Endicott) یک منطقهٔ مسکونی در ایالات متحده آمریکا است که در شهرستان ویتمن، واشینگتن واقع شده‌است. اندیکات ۰٫۷۷ کیلومتر مربع مساحت و ۲۸۹ نفر جمعیت دارد و ۵۲۸ متر بالاتر از سطح دریا واقع شده‌است.